# Klemm Alpha
Die Klemm Alpha war ein einsitziges Versuchs-Leichtflugzeug der Leichtflugzeugbau Klemm GmbH zur Auslegung von Motorseglern aus dem Jahr 1930/31.

## Geschichte
Die Klemm Alpha entstand 1930 in erster Linie, um der großen Gruppe von Segelfliegern mit begrenzten finanziellen Mitteln den Übergang zum preiswerten Motorflug zu ermöglichen. Insbesondere durch den Wegfall der schwachmotorisierten Klemm L25a/b mit Daimler-F7502- oder Salmson-AD9-Motor bei der beabsichtigten Serienumstellung auf die Klemm L25c erkannte Hanns Klemm eine zunehmende Lücke im unteren Segment der kostengünstigen Leichtflugzeuge, die durch die Entwicklung eines Segelflugzeugs mit Hilfsmotor aufgefüllt werden sollte. Abweichend von der üblichen numerischen Typennomenklatur der Klemmwerke erhielt dieses von Robert Lusser konstruierte Segelflugzeug mit Hilfsmotor die Typenbezeichnung Klemm Alpha.
Der Prototyp der Klemm Alpha, WNr. 261, D-2217 entstand in Böblingen im Frühjahr 1931. Während der Erprobung im Sommer 1931 zeigte sich allerdings, dass mit dem Entwurf keine ausreichend hohe Gleitzahl für den Segelflug zu erzielen war. Hanns Klemm gab daraufhin die Entwicklung des Segelflugzeugs mit Hilfsmotor 1932 auf. Das erste und einzige Klemm-Segelflugzeug Klemm Alpha blieb ein Einzelexemplar.
Die Klemm Alpha blieb als Studienobjekt in Böblingen erhalten und war gelegentlich auf Ausstellungen der Klemmwerke zu sehen. Sie wurde bei einem Bombenangriff auf Böblingen im Oktober 1943 zerstört.

## Konstruktion
Optisch entsprach die Klemm Alpha als Tiefdecker dem Aussehen der Klemm L25. Der stoffbespannte Stahlrohrrahmen stellte für die auf Holzkonstruktionen spezialisierte Leichtflugzeugbau Klemm GmbH weitgehendes Neuland dar. Lediglich der Tragflügel war zweiholmig in konventioneller Holzbauweise mit Sperrholzbeplankung ausgeführt, verfügte aber für den Segelflug im Gegensatz zur Klemm L25 über eine deutlich vergrößerte Streckung und angedeutete Winglets am Randbogen. Auch die Flosse des Höhenleitwerks war konventionell in Holzbauweise konstruiert, während die Seitenflosse ebenso wie der Rumpf stoffbespannt war. Als Hilfsantrieb wurde der kleine 20 PS starke Daimler F7502 vorgesehen. Da der Hilfsmotor nur kurzzeitig zur Überbrückung von thermischen Flauten oder zum Überfliegen von Hindernissen zugeschaltet werden sollte, war lediglich ein kleiner 20 Liter fassender Treibstofftank vorgesehen. Auch auf die Mitnahme von Passagieren wurde bei der einsitzigen Maschine zugunsten der Segelflugeigenschaften verzichtet.

## Technische Daten
| Kenngröße             | Klemm Alpha                         |
| --------------------- | ----------------------------------- |
| Besatzung             | 1                                   |
| Passagiere            | keine                               |
| Länge                 | 7,60 m                              |
| Spannweite            | 14,00 m                             |
| Höhe                  | 1,80 m                              |
| Flügelfläche          | 22,00 m²                            |
| Flügelstreckung       | 8,9                                 |
| Leermasse             | 255 kg                              |
| max. Startmasse       | 350 kg                              |
| Reisegeschwindigkeit  | 85 km/h                             |
| Höchstgeschwindigkeit | 95 km/h                             |
| Dienstgipfelhöhe      | 5000 m                              |
| Reichweite            | 280 km (im Motordauerbetrieb)       |
| Triebwerke            | ein Daimler F7502 mit 20 PS (15 kW) |